# Bill Edwards
William Allen Edwards, detto Bill (Middletown, 28 agosto 1971), è un ex cestista statunitense, professionista nella NBA e in Europa.

## Carriera
Con gli Stati Uniti ha disputato i Campionati mondiali del 1998.

## Palmarès

### Squadra
- Coppa Italia: 1

Virtus Bologna: 1999
- Coppa di Francia: 1

ASVEL: 2001
- Coppa di Germania: 1

Colonia 99ers: 2005

### Individuale
- CBA All-Rookie First Team (1994)
- LNB Pro A MVP straniero: 1

ASVEL: 2000-01